# Iciligorgia capensis
Iciligorgia capensis is een zachte koraalsoort uit de familie Anthothelidae. De koraalsoort komt uit het geslacht Iciligorgia. Iciligorgia capensis werd in 1911 voor het eerst wetenschappelijk beschreven door Thomson. 